# الویق
ال ویق یک منطقهٔ مسکونی در لیبی است که در فزان واقع شده‌است.

## خصوصیات
ال ویق ۳۰۰ نفر جمعیت دارد و ۴۷۵ متر بالاتر از سطح دریا واقع شده‌است.